# Journal of Heredity
Journal of Heredity est une revue scientifique américaine bimensuelle qui publie des articles dans le domaine de la génétique. Créé en 1903, la revue couvre une large palette de sujets autour de la génétique : la génétique des populations, la phylogéographie ou encore l'évolution moléculaire ou les maladies génétiques des plantes et animaux. Journal of Heredity  est indexé dans de nombreuses bases de données telles que Science Citation Index, Current Contents, MEDLINE (Index Medicus), Embase, BIOSIS Previews et Chemical Abstracts Service.
Dans le monde de la félinotechnie, Journal of Heredity est connu pour avoir publié en décembre 1989 les travaux de Roy Robinson sur l'origine génétique des oreilles recourbées de l'american curl,.